# Izohinolin
Izohinolin je hetociklično aromatično organsko jedinjenje. On je strukturni izomer hinolina. Izohinolin i hinolin su benzopiridini, koji se sastoje od benzenovog prstena kondenzovanog sa piridinskim prstenom. U širem smislu, termim izohinolin se koristi za imenovanje izohinolinskih derivata. 1-Benzilizohinolin je strukturna osnova prirodnih alkaloida kao što su papaverin i morfin. Izohinolinski prsten u tim prirodnim jedinjenjima je izveden iz aromatične aminokiseline tirozina.

## Osobine
Izohinolin je bezbojana (bledo žuta) higroskopna tečnost na sobnoj temperaturi sa penetrirajućim neprijatnim mirisom. Nečisti uzorci su smeđi, što je tipično za azotna heterociklična jedinjenja. Njegova kristalizacija proizvodi ljusčice koje imaju nisku rastvorljivost u vodi, ali se dobro rastvaraju u etanolu, acetonu, dietil etru, ugljen disulfidu, i drugim uobičajenim organiskim rastvaračima. On je takođe rastvoran u razblaženim kiselinama kao protonisani derivat.
Pošto je on analog piridina, izohinolin je slaba baza, sa  od 5.1. On se protoniše i formira soli nakon tretmana sa jakim kiselinama, kao što je . On formira adukte sa Luisovim kiselinama, poput .

## Proizvodnja
Hugeverf i van Dorp su prvi izolovali izohinolin iz ugljene smole 1885. godine. Oni su ga izolovali frakcionom kristalizacijom kiselog sulfata. Veisgerber je razvio brži metod 1914 putem selektivne ekstrakcije smole, koristeći činjenicu da je izohinolin bazniji od hinolina.
Mada se derivati izohinolina mogu sintetisati na nekoliko načina, relativno mali broj direktnih metoda proizvodi nesupstituisani izohinolin. Pomeranz-Fritschova reakcija je efikasan metod za pripremu izohinolina. Ta reakcija koristi benzaldehid i aminoacetoaldehid dietil acetal, koji u kiselom medijumu reaguju  da formiraju izohinolin. Alternativno, benzilamin i glioksal acetal se mogu koristiti, do bi se ostvario isti rezultat.

## Literatura
1. ↑   уреди
2. ↑  Evan E. Bolton; Yanli Wang; Paul A. Thiessen; Stephen H. Bryant (2008). „Chapter 12 PubChem: Integrated Platform of Small Molecules and Biological Activities”. Annual Reports in Computational Chemistry. 4: 217—241. doi:10.1016/S1574-1400(08)00012-1.
3. ↑  Brown, H.C., et al., in Baude, E.A. and Nachod, F.C., Determination of Organic Structures by Physical Methods, Academic Press, New York, 1955.
4. ↑  Katritzky A.R.; Pozharskii A.F. (2000). Handbook of Heterocyclic Chemistry (Second изд.). Academic Press. ISBN 0080429882.
5. ↑  -{Gilchrist, T.L. (1997).  Heterocyclic Chemistry (3rd изд.)..  Essex, UK:  Addison Wesley Longman.
6. ↑  Harris, J.; Pope, W.J.  "isoQuinoline and the isoQuinoline-Reds"  Journal of the Chemical Society (1922) volume 121, pp. 1029-1033.}-
7. ↑  -{Katritsky, A.R.; Pozharskii, A.F. (2000).  Handbook of Heterocyclic Chemistry (2nd изд.)..  Oxford, UK:  Elsevier.
8. ↑  Katritsky, A.R.; Rees, C.W.; Scriven, E.F. (Eds.).  (1996).  Comprehensive Heterocyclic Chemistry II:  A Review of the Literature 1982-1995 (Vol. 5).  Tarrytown, NY:  Elsevier.}-
9. ↑  Susan Budavari, ур. (2001). The Merck Index: An Encyclopedia of Chemicals, Drugs, and Biologicals (13th изд.). Merck Publishing. ISBN 0911910131.

## Spoljašnje veze
Članak uključuje tekst iz enciklopedije Britanika jedanaesto izdanje iz 1911, koja je sada u javnom vlasništvu.